# Smilax melanocarpa
Smilax melanocarpa är en enhjärtbladig växtart som beskrevs av Henry Nicholas Ridley. Smilax melanocarpa ingår i släktet Smilax och familjen Smilacaceae. Inga underarter finns listade.